# Automonopoli
Automonopoli è un videogioco pubblicato nel giugno 1983 da Automata UK per il computer ZX Spectrum 48K, trasposizione non autorizzata del celebre gioco da tavolo Monopoli. 
Poche settimane dopo l'uscita, Waddingtons, distributrice ufficiale di Monopoli nel Regno Unito nonché detentrice del copyright, costrinse la casa di sviluppo, sotto minaccia legale, a cambiargli il titolo in Go to Jail, in quanto era preoccupata dell'impatto che avrebbe potuto avere su Monopoly, la versione videoludica ufficiale all'epoca in lavorazione. Ciononostante, questo non bastò a evitare alla compagnia un procedimento giudiziario formale alla fine del 1983, che portò, all'inizio dell'anno successivo, al ritiro di tutte le copie in vendita del prodotto.

## Modalità di gioco

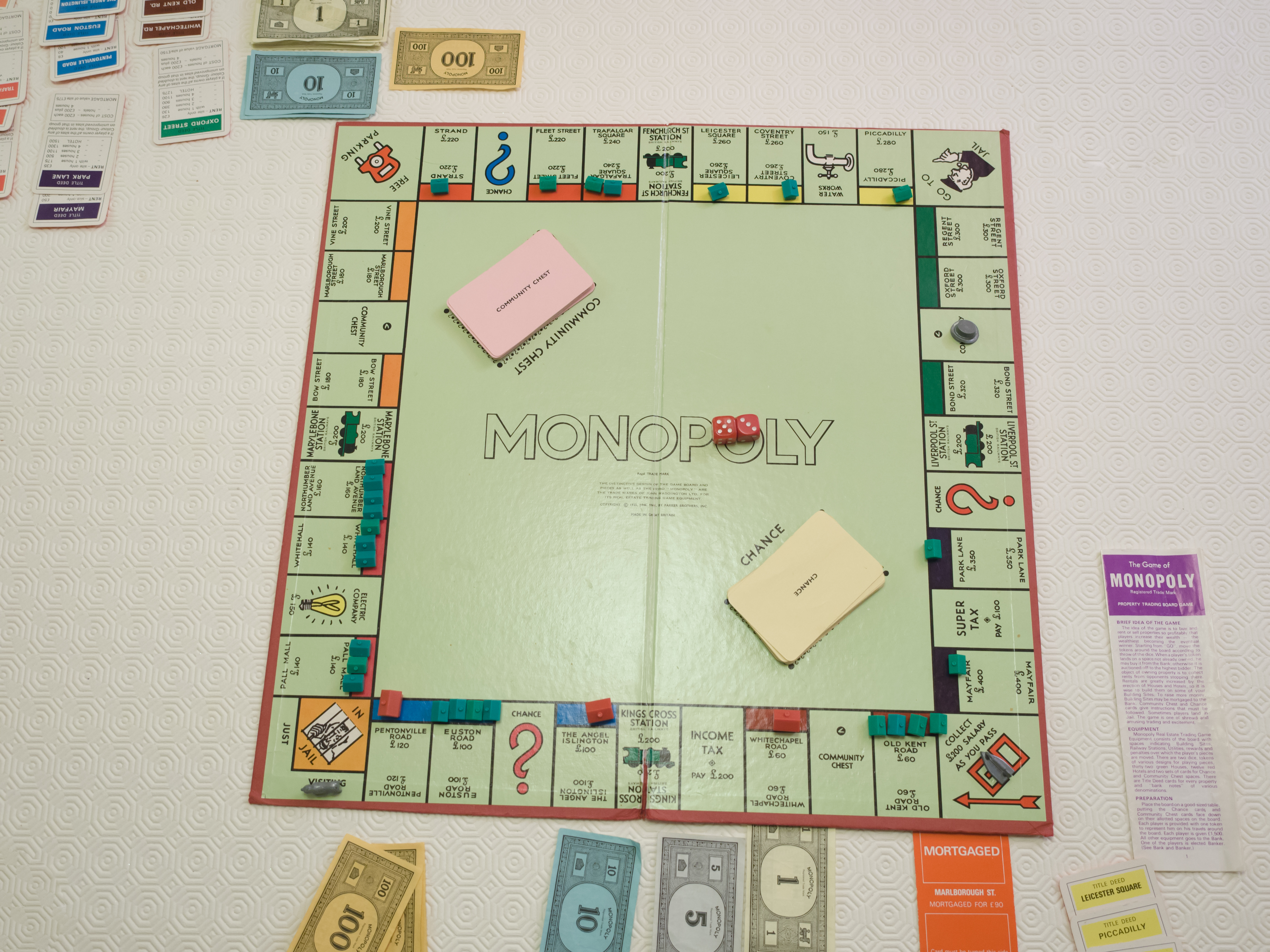
La plancia della versione inglese del Monopoli

Automonopoli può essere giocato fino a un massimo di cinque persone e riproduce con la massima precisione le modalità di gioco e i nomi delle caselle e delle carte della versione inglese di Monopoli. Anziché l'intero tabellone, a ogni turno della partita ne vengono visualizzate soltanto due sue sezioni (e metà di una terza) per volta. Il giocatore vince se riesce a ottenere il maggior numero dei lotti e delle proprietà presenti nell'area di gioco, tramite semplice acquisto o stipulando un accordo con gli avversari; egli parte con 1500 £ al "GO" e avanza nella schermata, che scorre da destra a sinistra, secondo il numero uscito dal lancio dei dadi: se esce un doppio deve rilanciarli, ma con tre doppi consecutivi viene automaticamente mandato nella casella "JAIL".

Una scena del videogioco

Le caselle che compongono Automonopoli sono le seguenti:
- "CHANCE" e "COMMUNITY CHEST": comportano una penalità o una ricompensa (tra cui "Get Out Of Jail Free", carta che il giocatore può scartare per uscire gratuitamente di prigione, ma che può eventualmente vendere a un avversario);
- "GO": ogni volta che il giocatore lo riattraversa, ottiene un bonus di 200 £;
- "TAX": porta al pagamento automatico di una tassa alla Banca;
- "FREE PARKING": non presenta né penalità né ricompense;
- "GO TO JAIL": mette il giocatore dietro le sbarre;
- "SITE": è un lotto, che può essere di proprietà o in vendita.

Quando il giocatore arriva su un lotto in vendita, ha la possibilità di acquistarlo. Se rifiuta o non ha abbastanza denaro, il lotto viene messo all'asta e gli avversari hanno la possibilità di fare un'offerta, visualizzabile tramite una scritta lampeggiante a lato della schermata. Una volta che esso viene comprato, il nome del nuovo proprietario viene visualizzato sulla casella; in più, vengono mostrati l'affitto da pagare e le eventuali case o hotel ivi presenti. Quando invece il giocatore atterra su un lotto venduto, paga l'affitto. Può inoltre consultare un elenco completo di lotti con informazioni sui diritti di proprietà, che gli permettono di acquistare e vendere abitazioni con gli altri sfidanti, di costruire case e hotel e di ipotecare i propri beni.
Il game over coincide con la bancarotta: qualora il giocatore non riesce a sanare le perdite ipotecando le proprietà o a ripagare lo sfidante che gli ha prestato dei soldi, è costretto a ritirarsi dal gioco e le sue proprietà vengono trasferite al creditore o, se questi è la banca, messe all'asta.

## Sviluppo
Automonopoli venne realizzato da J. H. Woodhead per Automata UK nel giugno 1983 con il linguaggio di programmazione BASIC e messo in commercio per il prezzo di sei sterline (quindi circa diciotto secondo l'inflazione del 2015). Sebbene esistessero già altri programmi per computer di simulatore di Monopoli per due giocatori, la casa di sviluppo pubblicizzò la sua opera come la prima con un'intelligenza artificiale abbastanza forte da competere e finanche vincere contro gli esseri umani:

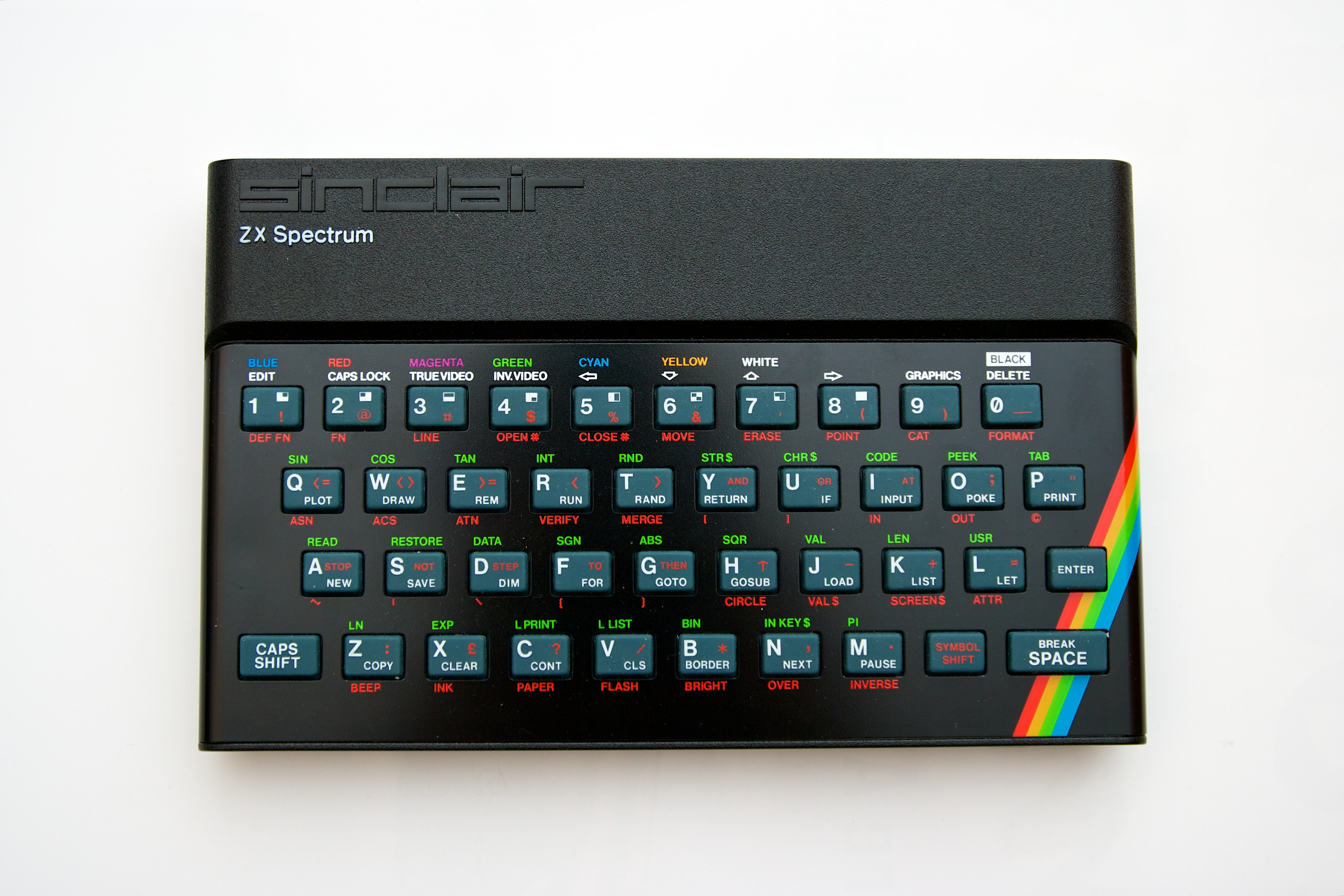
Uno ZX Spectrum 48K

(Dicitura presente nella copertina del videogioco)

## Accoglienza
Venduto quasi esclusivamente per corrispondenza, il videogioco ricevette poche e blande recensioni da parte dalla critica (soprattutto quella specializzata per i prodotti per ZX Spectrum), ma che furono per la maggior parte positive. Un breve commento in ZX Computing lodò la grafica «eccellente» e la forza del gameplay del computer, aspetto esaltato anche dal periodico Crash. Philip Hickling, in un articolo più lungo e strutturato di ZX Computing, edito nove mesi dopo l'uscita dell'opera, ribadì l'eccezionalità dell'intelligenza artificiale, aggiungendo che «l'unica rimostranza importante che posso fare contro il programma è il suo uso limitato del suono».

## Controversia legale e cambio del titolo
Subito dopo la pubblicazione, nel giugno 1983, Waddingtons sollevò delle obiezioni riguardo al titolo "Automonopoli", affermando che avrebbe creato confusione tra il gioco da tavolo e il videogioco. Il mese successivo quindi Automata lo cambiò in Go to Jail, segnalando sulla pubblicità del gioco che, sebbene identici, Go to Jail non era affatto correlato ad Automonopoli.

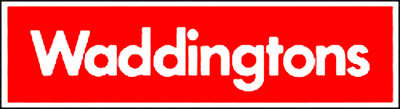
Logo della compagnia Waddingtons

Nonostante questo, la Waddingtons continuò a contestare la violazione dei diritti sul nome da parte dell'azienda; presumibilmente la ragione stava nel fatto che essa era determinata a mandare un segnale forte a tutti quegli sviluppatori che avevano realizzato, senza autorizzazione, delle trasposizioni dei più celebri giochi da tavolo e di società in quel periodo (se ne contavano circa tredici sul mercato), così da poter finire di realizzare, congiuntamente con la Parker Brothers (la società distributrice del gioco da tavolo negli Stati Uniti), un videogioco per computer di Monopoli, il primo ufficiale in assoluto. Il portavoce Neville Fishwick affermò infatti che «stanno cavalcando sul dorso di un gioco che abbiamo avuto per 50 anni. Loro sanno dannatamente bene che non è il loro gioco, è il nostro».
Nel dicembre 1983 iniziarono i procedimenti giudiziari contro la casa di sviluppo; come dichiarò Mel Croucher:
Per sostenere le spese legali, la software house lanciò una campagna di raccolta fondi con il sostegno della Computer Trade Association, il cui segretario Nigel Blackhurst dichiarò: «L'azione della Waddingtons rappresenta una delle maggiori minacce per l'intera industria informatica. Se vincerà, circa l'80% dei software di gioco nel mercato diventerà un concorrente».
Nel gennaio 1984, i tribunali ordinarono ad Automata di ritirare il gioco dalla vendita. Nel maggio dello stesso anno, la Waddingtons annunciò ufficialmente che una versione videoludica per ZX Spectrum di Monopoli sarebbe stata presto distribuita da Leisure Genius, precisando che sarebbe stata comunque responsabile di eventuali azioni legali contro gli sviluppatori di altri prodotti per computer basati sul proprio brand. Il videogioco Monopoly uscì nel luglio 1985 e venne definito dal periodico Home Computing Weekly come «enormemente superiore alle altre versioni non autorizzate». Nonostante tutti questi problemi legali e il ritiro dal mercato, Automonopoli venne inserita nel 2015 nei mille titoli compresi nel ZX Spectrum Vega, versione miniaturizzata della console prodotta da Retro Computers Ltd.